# Gaston Milhaud
Gaston Milhaud (ur. 10 sierpnia 1858 w Nîmes, zm. 1 października 1918 w Paryżu) – francuski historyk i filozof nauki. Współtwórca konwencjonalistycznej filozofii nauki.

## Życiorys
Urodzony 10 sierpnia 1958 r. w Nîmes. W 1878 roku rozpoczyna studia matematyczne na École normale supérieure, gdzie studiuje m.in. pod kierunkiem Darboux. Po ukończeniu studiów pracuje jako nauczyciel matematyki w liceum w Hawrze, a od 1891 r. w Montpelier. Prowadzi tam cykle wykładów o genezie nauki greckiej, które w 1893 r. ukazują się w formie książki Leçons sur les origines de la science grecque. W 1894 r. Milhaud broni rozprawę doktorską z filozofii pt. Essai sur les conditions et les limites de la certitude logique. W kolejnym roku zostaje profesorem w Montpellier, a w 1909 obejmuje na Sorbonie utworzoną dla niego katedrę historii i filozofii nauki. Umiera 1 października 1918 r. w Paryżu.

## Poglądy
W swoich badaniach filozoficznych Milhaud podążał śladami swojego mistrza Émile'a Boutroux. Stał się – obok Pierre’a Duhema, Henriego Poincarégo oraz Édouarda Le Roya – współtwórcą konwencjonalistycznej filozofii nauki. Podkreślał rolę pierwiastków konwencjonalnych w procesie tworzenia wiedzy naukowej.
Twierdził, że prawa nauk przyrodniczych z czasem odrywają się od doświadczenia i zaczynają być traktowane przez naukowców jako niepodważalne. Stają się w ten sposób aksjomatami czy „definicjami w ukryciu”. W rezultacie prawa te stają się nieobalane przez doświadczenie. Milhaud ilustruje to sytuacją, w której skonfrontowalibyśmy chemika z informacją o odkryciu amoniaku nierozpuszczalnego w wodzie. Chemik ten najpewniej kategorycznie odrzuci nasze doniesienie jako fałszywe, a stanie się tak dlatego, że uznaje on rozpuszczalność w wodzie za definicyjną cechę amoniaku. W świetle uznawanej przez niego definicji, „nierozpuszczalny w wodzie amoniak” to sprzeczność logiczna.

## Dzieła
- Leçons sur les origines de la science grecque, 1893
- Essai sur les conditions et les limites de la certitude logique, 1894
- Le rationnel: études complémentaires à l'Essai sur la certitude logique, 1898
- Les philosophes-géomètres de la Grèce, Platon et ses prédécesseurs, 1900
- Études sur la pensée scientifique chez les Grecs et chez les modernes, 1906